# Nguyễn Toàn An
Nguyễn Toàn An (1449 hoặc 1450-?) hay còn gọi là Nguyễn An hay Nguyễn Kim An là nhà Nho học người Việt Nam. Quê ông ở xã Thời Cử, huyện Đường An, tỉnh Hải Dương, nay thuộc thành phố Hải Phòng. Ông đỗ Bảng nhãn dưới triều vua Lê Thánh Tông. Con đường đến với công danh của ông cũng thật đặc biệt: vừa bất ngờ những cũng ngắn ngủi.

## Từng là người lính
Thánh Tông là vị minh quân văn võ song toàn. Ngoài thì bình Chiêm mở mang bờ cõi, trong thì sửa sang cải cách nội trị, nên dân giàu nước mạnh, an lạc hoan ca. Vào thời vua Lê Thánh Tông (1460-1497), với tài năng xuất chúng, vua lập ra Tao Đàn nhị thập bát tú, quy tụ 28 người văn chương lỗi lạc nhất thời bấy giờ, gọi là Nhị thập bát tú (28 vì tinh tú của văn học trời Nam) do vua làm nguyên súy. Những lúc rảnh rỗi, họ cùng nhau xướng họa ngâm vịnh thơ ca, rồi bình phẩm, chắt lọc bài hay, ghi chép cho đời.
Vào một đêm Trung thu, vua bày tiệc rượu thưởng trăng ở vườn Ngự Uyển, đông đủ các quan viên và Nhị thập bát tú được mời dự. Tiếc thay, hôm ấy bầu trời lại nhiều mây nên chẳng thể ngắm được trăng. Không để hỏng cuộc vui, vua liền truyền: "Không có trăng, thì hãy lấy đó làm đề tài. Các khanh cứ làm thơ, chủ đề là Trung thu vô nguyệt (Trung thu không trăng)."
Trong lúc mọi người còn đang ngẫm nghĩ chọn tứ thả vần chợt thấy một cậu lính hầu trẻ bước lên Vọng Nguyệt lâu, quỳ xuống trước mặt vua, hai tay dâng bài thơ vừa làm xong. Thấy thế, nhiều người ồ lên chế giễu:
"Lính mọn cũng bày đặt làm thơ."
"Rõ là "đánh trống qua cửa nhà sấm" mà."
"Hắn mộng làm tao nhân mặc khách đấy!"
Còn nhà vua thì vẫn bình tĩnh đón nhận bài thơ rồi xem. Rồi, vua cười rạng rỡ, khen: "Thật không ngờ, chú lính nhỏ mà tài năng không nhỏ."
Mọi người ngạc nhiên, xin được nghe thơ. Vua giơ cao bài thơ, truyền: "Bài này đáng liệt vào hàng tuyệt tác, lưu vào thi tập."
Vua cất giọng đọc thơ, tỏ vẻ tâm đắc với hai câu kết của nó vì chứa chí khí cao vời của chú lính kia, nên cứ ngâm nga mãi:
"Mạc bả kim phiên nhàn kiến nguyệt
Lai thu vọng nguyệt, nguyệt di cao"
Nghĩa là: 
"Chớ thấy phen này mà dễ nguyệt
Thu sau trông nguyệt, nguyệt càng cao"
Đọc xong, mọi người trầm trồ thán phục. Hỏi ra mới biết người lính đó chính là Nguyễn Toàn An, phải sung quân theo sổ đinh của làng, được chọn vào cung làm tạp dịch dọn cỏ, chăm sóc ngự viện.
Vốn là người trọng dụng nhân tài, Thánh Tông liền ban hồng ân xuống chiếu đặc cách cho Toàn An trở về quê để ăn học, mai sau thành người hữu dụng. Nhà vua đã xuất ngũ cho người lính trẻ, chu cấp tiền gạo cho người đó, đồng thời vẫn được hưởng lương lính.

## Con đường công danh

### Chiếm được bảng vàng
Không phụ lòng mong đợi của nhà vua, Nguyễn Toàn An đi thi vượt qua kỳ thi Hương, thi Hội và thi Đình. Ông đã đỗ Bảng nhãn. Khi ấy Toàn An 22 hoặc 23 tuổi.

### Lệ xưa nghiệt ngã[4]
Đại đăng khoa rồi tiểu đăng khoa, đỗ đạt được ban quan chức, về quê lấy vợ. Những việc hỷ sự đó dồn dập đến, tưởng chừng như đười đời xán lạn đang mở ra trước mắt cho Nguyên Toàn An vững bước. Nhưng không! Tai họa bất ngờ đổ ụp xuống con người bạc mệnh này.
Số là đỗ đạt làm quan chưa bao lâu thì mẹ của Toàn An mất. Luật lệ thời ấy rất khắc nghiệt, cha mẹ mất thì người con trai phải chống gậy mặc áo vải sô để tang 3 năm, gọi là Trảm Thôi. Trong 3 năm tuyệt đối không được gần gũi vợ, vợ không được thụ thai, để tỏ lòng hiếu kính với người đã khuất. Nếu không sẽ bị xử rất nặng. Toàn An vốn là đứa con có hiếu nên một lòng thờ mẹ, sống cách ly với vợ. Rồi, 3 năm ấy cũng kết thúc cũng là lúc Toàn An lâm trọng bệnh, chẳng bao lâu thì mất.
Sự ra đi đột ngột của ông đã khiến ai cũng phải ngậm ngùi tiếc nuối một văn tài sớm lặn tắt, không người kế nghiệp.

## Đời sau thương tiếc
Lê Quang Bí, người được mệnh danh là Tô Vũ nước Nam cùng quê với Nguyễn Toàn An, biết chuyện liền dâng tràn cảm xúc, làm thơ viếng, trong đó có câu thơ trách oán luật lê hà khắc trên: 
Cư trắc tang trưng ai oán đa
Nghĩa là: Đau nỗi cư tang cấm thụ thai

## Kết luận
Nguyễn Toàn An, tuy là một anh lính cắt cỏ ở vườn Ngự Uyển, nhưng đã trở thành một tấm gương hiếu học, đầy chí khí như bài thơ trong đêm "Trung thu không trăng". Tuy cuộc đời có ngắn ngủi, nhưng ông xứng đáng để chúng ta học tập và noi theo.